# 共形反常
共形反常是一種在量子化過程中出現的一個現象。以愛因斯坦場方程式的能動張量{\displaystyle T_{\nu }^{\mu }}為例，當有效作用量{\displaystyle T_{\nu }^{\mu }}經由重整化後，會產生一個正的量值和負的量值，其中物質能動張量的跡不為零，然而重整化前原本的量為零，這意味著原本的對稱關係被破壞，違反共形不變性，即為共形反常。共形反常在重整化後才物理意義，而引起物質能動張量反常的原因則為背景時空的非平直性。